# Ronald Cicurel
Pour les articles homonymes, voir Cicurel.
Ronald Cicurel, né le 3 juin 1945 au Caire est un mathématicien et philosophe, connu pour avoir été l'un des initiateurs de Blue Brain project avant de s'en distancier.

## Aperçu biographique
Il est le fils de Salvatore Cicurel et de sa deuxième épouse, Huguette Zaki Roffe. Il est ainsi un cousin germain de Lili Cicurel, l'une des filles de Solomon Cicurel (1881-1927) et épouse de Pierre Mendès France (1907-1982) et de son frère Raymond Cicurel (1920-2008).
En 1957, ses parents, expulsés d'Égypte par le régime de Nasser, s'établissent en Suisse. Il effectue ses études à l'université de Lausanne où il obtient, en 1972, un doctorat en mathématiques.
Il participe au lancement du Blue Brain project de 2005 à 2010, avec les professeurs Henry Markram et Georges Abou-Jaoudé. Il est chargé de cours au laboratoire d'informatique et de visualisation de l'EPFL depuis 2006 et fellow de l'institut international de neurosciences de Natal au Brésil depuis 2010.

## Œuvres
- La Quête de Spyridon, Editions Sarina, 2002,  (ISBN 9-781-482-672992)
- L'Ordinateur ne digèrera pas le cerveau. Science et cerveaux artificiels, essai sur la nature du réel, Éditions Sarina, 2013.  (ISBN 9-781-482-605457)
- The relativistic Brain : How it works and why it cannot be simulated by a Turing machine. En collaboration avec Miguel Nicolelis. 2015.

- Mémoires du Caire: Souvenir d'enfance d'un grand père juif d’Égypte, Éditions Sarina, 2018-2024.  (ISBN 9-798-338-074985)
- Les limites du miracle digital: Fragmentations et émergences, Éditions Sarina, 2025.  (ISBN 9-798-339-484929)